# Otonovice
Otonovice je vesnice, část obce Hrubčice v okrese Prostějov. Nachází se asi 1,5 km na jihozápad od Hrubčic. V roce 2009 zde bylo evidováno 51 adres. V roce 2001 zde trvale žilo 113 obyvatel.
Otonovice leží v katastrálním území Hrubčice o výměře 8,33 km2.
Vesnice je pojmenovaná po kapitulním děkanovi Janu Antonínu Ottovi Minkwitzovi z Minkwitzburgu, držiteli prebendy. Obec se dříve jmenovala i Otonice. 

## Obyvatelstvo

### Struktura
Vývoj počtu obyvatel za celou obec i za jeho jednotlivé části uvádí tabulka níže, ve které se zobrazuje i příslušnost jednotlivých částí k obci či následné odtržení.
| Místní části   | Místní části   | 1869 | 1880 | 1890 | 1900 | 1910 | 1921 | 1930 | 1950 | 1961 | 1970 | 1980 | 1991 | 2001 | 2011 |
| -------------- | -------------- | ---- | ---- | ---- | ---- | ---- | ---- | ---- | ---- | ---- | ---- | ---- | ---- | ---- | ---- |
| Počet obyvatel | část Otonovice | 132  | 122  | 149  | 159  | 171  | 193  | 177  | 161  | 0    | 0    | 141  | 107  | 113  | 101  |
| Počet domů     | část Otonovice | 27   | 35   | 36   | 37   | 37   | 37   | 40   | 46   | 0    | 0    | 47   | 49   | 50   | 49   |